# Джиммі Квінн (футболіст)
Джиммі Квінн (англ. Jimmy Quinn, нар. 18 листопада 1959, Белфаст) — північноірландський футболіст, що грав на позиції нападника. По завершенні ігрової кар'єри — тренер.
Виступав, зокрема, за «Редінг», а також національну збірну Північної Ірландії, у складі якої був учасником чемпіонату світу 1986 року.

## Клубна кар'єра
У дорослому футболі дебютував 1981 року виступами за аматорську команду «Освестрі Таун», в якій взяв участь у 15 матчах чемпіонату. В грудні 1981 року за £ 10,000 перейшов у клуб Третього дивізіону «Свіндон Таун». Йому довелося чекати три місяці до свого дебюту у Футбольній лізі, вийшовши на заміну в нічийному матчі з «Волсоллом» (2:2) 9 березня 1982 року. Всього до кінця сезону він зіграв у 4 іграх чемпіонату, але це не допомогло «Свіндон», який вилетів до Четвертого дивізіону, вперше в своїй історії. Там Квінн провів з командою ще два роки.
Джиммі проявив себе у Кубку Англії, забивши шість голів у п'яти іграх, у тому числі один у домашній грі з клубом Другого дивізіону «Блекберн Роверз» (1:2). Його гра, очевидно, вразила «Блекберн» і наприкінці сезону клуб підписав Квінна за 32 500 фунтів стерлінгів. За два з половиною роки за «Блекберн» він зіграв 71 матч чемпіонату і забив 17 голів. У грудні 1986 року він повернувся за 50 тис. фунтів в «Свіндон Таун», що виступав у Третьому дивізіоні. Квінн одразу став основним гравцем, забивши 9 голів, і допоміг «Свіндону» посісти 3 місце і вийти в плей-оф. Джиммі пропустив повторну гру плей-оф проти «Джиллінгема» через травму, але «Свіндон» її виграв і вийшов у Другий дивізіон. Там наступного сезону Квінн був у прекрасній формі, забивши 31 гол у всіх змаганнях, після чого в червні 1988 року головний тренер Лу Макарі зробив усе можливе, щоб переконати Квінна залишитися, але його зусилля виявилися марними і нападник перейшов у «Лестер Сіті» за 210 000 фунтів стерлінгів.
Перебування Квінна в «Лестері» тривало менше дев'яти місяців, і він забив лише шість голів у 31 матчі, більшість з яких виходив на заміну. У березні 1989 року він перейшов у «Блекберн Роверз», за 210 000 фунтів стерлінгів, де забив 14 голів у 35 іграх, а потім знову перейшов у грудні 1989 року, цього разу у «Вест Гем Юнайтед», який нещодавно вилетів із Першого дивізіону. Трансфер гравця склав 320 000 фунтів стерлінгів, найвища сума, сплачена за Квінна за його кар'єру. За час виступів у клубі Джиммі забив вісімнадцять м'ячів в сорока семи іграх чемпіонату, зігравши свою роль у поверненні «молотобійців» до Першого дивізіону в 1991 році. Однак у вищому дивізіоні Квінн так і не зіграв, замість цього перейшовши до «Борнмута» з Третього дивізіону перед початком сезону 1991/92, в якому забив дев'ятнадцять голів у сорока трьох іграх чемпіонату.
У липні 1992 року він підписав контракт з «Редінгом». Відіграв за клуб з Редінга наступні п'ять сезонів своєї ігрової кар'єри. Більшість часу, проведеного у складі «Редінга», був основним гравцем атакувальної ланки команди і провів 294 матчі за клуб, забив 94 голи. Влітку 1994 року «Редінг» вийшов до Першого дивізіону (другий рівень англійського футболу після появи Прем'єр-ліги у 1992 році), а Квінн забив 35 голів і став найкращим бомбардиром всієї Футбольної ліги у тому сезоні. Після того як у грудні 1993 року клуб покинув головний тренер Марк Макгі, Квінн був призначений граючим тренером команди разом із партнером по команді Міком Гудінгом. У ході голосування за визначення одинадцяти найкращих футболістів в історії «Редінга», Квінн був визнаний найкращим нападником з 35,4 % голосів.
Протягом 1997—2000 років захищав кольори клубів Футбольної ліги «Пітерборо Юнайтед», «Свіндон Таун». Загалом Квінн провів 578 ігор у Футбольній лізі, забив 210 голів. Він також забив 22 м'ячі в 46 матчах в Кубку Англії і 16 у 35 матчах в Кубку ліги. Надалі Квінн виступав у ряді клубів, які не входять до Футбольної ліги і завершив ігрову кар'єру у команді «Нантвіч Таун» у віці 46 років, за яку виступав протягом 2005—2006 років.

## Виступи за збірну
16 жовтня 1984 року дебютував в офіційних матчах у складі національної збірної Північної Ірландії в товариській грі проти Ізраїлю (3:0), в якій забив дебютний гол за збірну.
У складі збірної був учасником чемпіонату світу 1986 року у Мексиці, проте в жодному матчі там не зіграв, а збірна завершила турнір на груповому етапі.
Загалом протягом кар'єри у національній команді, яка тривала 12 років, провів у її формі 46 матчів, забивши 12 голів.

## Кар'єра тренера
Квінн був призначений граючим тренером «Редінга» разом із Міком Гудінгом у грудні 1994 року після відходу Марка Макгі до «Лестер Сіті». Під їх керівництвом «Редінг» посів друге місце в Першому дивізіоні, але йому було відмовлено в автоматичному переході до Прем'єр-ліги, оскільки в цьому сезоні кількість команд елітного дивізіону скоротилася з 22 до 20. Замість цього «Редінг» отримав право боротися за вихід до Прем'єр-ліги через плей-оф. Там команда поступилась 3:4 «Болтон Вондерерз», ставши єдиною командою, яка посідала друге місце в другому дивізіоні англійського футболу і не отримала підвищення. Квінн пішов через два роки після того, як «Редінг» провів два важкі сезони, протягом яких вони боролися за виживання.
Надалі Джиммі приєднався до «Пітерборо Юнайтед», де забив 25 голів у першому сезоні і був обраний до команди сезону Третього дивізіону. після чого у жовтні 1998 року Квінн повернувся в «Свіндон Таун», де став тренером. Квінну вдалося зберегти команду в Першому дивізіоні в сезоні 1998/99 , але його перший повний сезон виявився провальним — клуб був у важкому фінансовому становищі, вони потрапили під адміністрацію, в результаті якої гравці були продані, а Квінн у 40 років змушений був знову повернутись на поле, взявши футболку під номером 40. З середини листопада до кінця сезону «Свіндон Таун» перебував в самому низу таблиці, побивши клубний рекорд з дев'ятнадцяти ігор без перемог. Після того, як виліт було офіційно оформлено, Квінн був усунутий з посади.
Після від'їзду зі Свіндона Квінн недовго виступав як гравець у клубах «Нортвіч Вікторія», «Гейс» та «Герефорд Юнайтед» з футбольної Конференції. У липні 2001 року Квінн повернувся до «Нортвіча», цього разу як тренер, хоча він також продовжив виступи і як гравець.
На початку сезону 2003/04 років Квінн очолив «Шрусбері Таун» і того ж сезону вивів команду до Футбольної ліги, вигравши фінал плей-оф Конференції. Незважаючи на те, що йому 44 роки, Квінн провів 15 матчів у Конференції та забив чотири голи. Квінн покинув клуб в жовтні 2004 року, після чого повернувся в «Пітерборо Юнайтед» як помічник менеджера, а потім став керівником норвезького нижчолігового клубу «Егерсунд» в грудні 2005 року, з якого пішов вже через п'ять місяців, посилаючись на особисті причини. 
15 вересня 2006 року Квінн був призначений тренером клубу національної Конференції «Кембридж Юнайтед», підписавши дворічний контракт, а його колишній товариш по команді з «Пітерборо» Стів Касл був його помічником. За підсумками сезону 2006/07 років Квінн привів клуб  до 17-го місця, уникнувши вильоту до Південної конференції в останньому турі. Залучивши Алана Левера як свого нового помічника, наступного сезону Квінн з командою сенсаційно посів друге місце і вийшов до плей-оф. Там у півфіналі, перемігши «Бертон Альбіон» 4:3 за сумою двох матчів у півфіналі, клуб вийшов до фіналу, який був зіграний проти «Ексетер Сіті» на «Вемблі». Програвши його 0:1, «Кембридж Юнайтед» не зміг вийти до Футбольної ліги, після чого у червні 2008 року Квінн покинув команду за взаємною згодою.
2 вересня 2008 року Квінн був призначений новим головним тренером «Борнмута», замінивши Кевіна Бонда, який був звільнений напередодні. Через 121 день, 31 грудня, Квінн був звільнений через низку поганих результатів, включаючи поразку вдома з рахунком 0:2 від конкурента у боротьбі за виживання, «Барнета».
У березні 2011 року Квінн був призначений менеджером «Нантвіч Тауна» у Північній Прем'єр-лізі. Він пішов з команди за взаємною згодою 15 березня 2013 року.